# تاکه‌نوئوچی یاسونوری
تاکه‌نوئوچی یاسونوری (انگلیسی: Takenouchi Yasunori؛ ۱۸۰۶ – ۳ مارس ۱۸۶۷) دیپلمات  و عضو نخستین هیئت اعزامی ژاپن به اروپا (۱۸۶۲) در دوره باکوماتسو بود.